# Tossal del Gepo
El Tossal del Gepo és una muntanya de 326 metres que es troba al municipi de Seròs, a la comarca catalana del Segrià.